# 赫伯特·舍勒
赫伯特·奧古斯特·愛德華·舍勒，OBE（1905年—1981年3月23日），是一名英格蘭男子羽毛球運動員、作家。
赫伯特·舍勒做為一名羽球選手活躍於第二次世界大戰前後的肯特郡，並以羽球協會行政人員的身分為羽球運動做出諸多貢獻。除了在1945年至1970年擔任英格蘭羽毛球總會秘書，赫伯特在1938年至1976年擔任世界羽毛球聯合會秘書期間，推動了湯姆斯盃（男子世界團體錦標賽）及優霸盃（女子世界團體錦標賽）的設立，並為羽毛球成為1972年慕尼黑奧運的示範項目奠定基礎，此外他亦在1977年設立第一屆世界羽毛球錦標賽時發揮作用。
為表彰赫伯特的貢獻，1977年世界羽毛球錦標賽為他製作了專屬的獎盃，並以此獎盃的複製品設立赫伯特·舍勒獎（Herbert Scheele Trophy），用以表揚為羽毛球做出傑出貢獻者。1996年，赫伯特獲選為世界羽球名人堂創始會員。他在去世前四個月獲英國女王授予大英帝國勳章。

## 著作
- 雜誌《羽毛球公報（德语：Badminton Gazette）》編輯，1946–1970
- 雜誌《世界羽毛球（德语：World Badminton）》編輯，1972–1978
- 編纂《国际羽毛球联合会年度手冊》
- 編纂《英格蘭羽毛球總會年度手冊》